# Theodoricus Lyndemann
Theodoricus Lyndemann, auch Dietrich Lindemann bzw. Dietrich Lindeman (* vor 1522 in Leipzig; † 1552 in Dresden) war ein deutscher Pädagoge, Dresdner Ratsherr und Bürgermeister.

## Leben

### Tätigkeit als Schulmeister und Ratsmitglied
Lyndemann stammte aus Leipzig und studierte Jura, bevor er 1522 als Nachfolger Georg Dörings zum Schulmeister an die Dresdner Kreuzschule berufen wurde.
Ab 1525 gehörte Magister Theodoricus Lyndemann dem städtischen Rat an und übernahm dort zunächst das Amt des Niederlags- und Pfannenherrs. Beide Ämter waren eng mit der wirtschaftlichen Tätigkeit in der Stadt verbunden und brachten dem Rat erhebliche finanzielle Mittel ein. So mussten Kaufleute, welche ihre Waren nach Böhmen transportieren wollten, diese zunächst einige Tage in Dresden zum Verkauf anbieten und dafür Gebühren bezahlen. Das Pfannenamt hingegen bezog seine Einkünfte aus dem Verleih der ratseigenen Braupfannen an brauberechtigte Bürger. Ab 1537 war Lyndemann als Zinsherr für die Erhebung und Verwaltung der Erb- und Kapitalzinsen verantwortlich. Zwei Jahre zuvor hatte er offiziell das Bürgerrecht der Stadt erhalten.

### Politische Tätigkeit als Bürgermeister
1542 wurde Lyndemann zum Bürgermeister Dresdens gewählt und übernahm dieses Amt erneut 1545 und, nach einer durch die politische Situation bedingte Unterbrechung, nochmals 1551. Als überzeugter Anhänger der Reformation hatte er sich gemeinsam mit seinen Amtskollegen Peter Byner und Hans Gleinig für eine mögliche Herrschaft der Ernestiner in Sachsen und damit gegen den Landesherrn Herzog Moritz ausgesprochen. Lyndemann drohte den Anhängern Moritz’ in diesem Zusammenhang, bei einem möglichen Angriff auf die Stadt die kaiserlichen Getreuen den Angreifern zum Trotz über die Mauer zu hängen. Moritz ließ die drei Bürgermeister deshalb im Mai 1547 verhören und anklagen. Auf Anraten des Untersuchungsgerichts fielen die Urteile jedoch mild aus und alle drei durften in ihre Ratsämter zurückkehren.

### Familie
Über Lyndemanns Herkunft ist wenig bekannt. Allerdings belegt ein von ihm verfasster Brief vom 4. Januar 1526 eine Verwandtschaft zu Martin Luther. In diesem Brief schreibt er:

„Grüßt mir unsern Verwandten M. Luther, der als Baccalaureus mich einst zu Erfurt in der Georgenburse zugleich mit Konrad Hutter aus Eisenach einige Tage freundlich aufnahm.“

Bei seinem Tod nach Ostern 1552 hinterließ er einen noch unmündigen Sohn. 1558 bat der Rat den Wittenberger Professor Philipp Melanchton um Unterstützung des jungen Dietrich Lindemann bei seinem Studium an der Wittenberger Universität.